# Caminho das Borboletas
Caminho das Borboletas é um livro lançado em novembro de 1994 escrito pelo jornalista Nirlando Beirão baseado em depoimentos de Adriane Galisteu sobre o seu relacionamento com Ayrton Senna entre 1993 e 1994. 
O livro foi lançado seis meses após o acidente de Ayrton Senna em Imola e conta com posfácio de Emerson Fittipaldi.

## Sinopse
A obra é o resultado de trinta horas de depoimentos, gravados na cidade de Sintra, Portugal. Além dos depoimentos propriamente ditos, o livro também baseia-se em cartas, bilhetes, papéis rascunhados e agendas de Adriane Galisteu.
Às vésperas de fazer 20 anos, Adriane Galisteu conheceu Ayrton Senna, então com 33 anos, no final de semana do GP do Brasil, em março de 1993.
O livro resume os 405 dias de namoro entre Ayrton e Adriane, dando inclusive, o subtítulo ao livro: "Meus 405 dias ao lado de Ayrton Senna".

## Avaliações
No site Goodreads, o livro foi avaliado pelos usuários com uma média de 3.5/5 de um total de mais de 50 avaliações.

## Dados do livro
- A obra alcançou uma venda estimada de 310 mil exemplares, tornando-se um best-seller no Brasil e ao todo, teve 25 edições.[5][6]
- Em Portugal, foi lançado sob o título "A Minha Vida Com Ayrton".[7]
- Foi traduzido para diversas línguas, entre elas inglês (My Life With Ayrton),[4] italiano, francês (Ma Vie Avec Ayrton),[8] espanhol, alemão (Mein Leben Mit Ayrton)[9] e Húngaro (Szerelmem Senna).[10]
- No Japão o livro teve 800 mil pedidos antecipados nas livrarias em 1995.[6]
- A obra ganhou uma versão em formato de "talk book" e foi lançada pela Sony. Foram duas fitas de 90 minutos cada, num total de 3 horas de gravação. A própria Adriane narrou o livro.[11]